# 遼渓線
遼渓線（りょうけいせん、簡体字: 辽溪线）は、瀋大線遼陽駅より寒嶺を通って瀋丹線本渓駅に至る69kmの路線。1938年から1942年にかけて建設され、最初は遼公連絡線といった。沿線は鉱業が発達していて、弓長嶺、八大溝、などの鉄鉱山、双廟子石灰石の鉱山と寒嶺にはレアメタルを産する鉱山があり、これらの輸送路線も担っている。

## 駅名一覧
遼陽駅 - 小屯 - 安平駅 - 新寒嶺 - 寒嶺 - 北台駅 - 本渓駅